# Nung
Los nung son una etnia minoritaria de Vietnam. En China, junto a los tày, son clasificados dentro de la gente de zhuang.

## Descripción
Se calculan unos 700 000 nùng en Vietnam y el sur de China. En Vietnam se localizan principalmente en las provincias de Bắc Giang, Bắc Kạn, Cao Bằng, Lạng Sơn, Thái Nguyên, y Tuyên Quangg (todas al Norte del país). Practican la religión budista. 
Los nùng  se automantienen a través de la agricultura, de los arrozales y del ganado. Producen arroz, maíz, anís, mandarinas… También son conocidos por sus manualidades, su trabajo con el bamboo, las telas, madera y juncos.
Kim Dong de la Revolución de Agosto en 1945, pertenece a esta etnia.

## Idioma
El idioma nùng forma parte de la familia del tailandés. Sus caracteres escritos se desarrollaron hacia el siglo XVII. Está cerca del lenguaje zhuang. También hablan el vietnamita.

## Costumbres
Cuando beben alcohol, cruzan sus brazos y beben del vaso opuesto para demostrar confianza. Sus cuentos, música tradicional y sus antiguas tradiciones son Fuertes características de este grupo étnico.
Los Nùng suelen vestir de azul marino, simbolizando fidelidad. Hồ Chí Minh, lo hizo famoso cuando volvió a Vietnam en 1941.